# Aldo Salvadori
Aldo Salvadori (Milano, 19 dicembre 1905 – Bergamo, 11 novembre 2002) è stato un pittore e illustratore italiano.

## Biografia
Di origini toscane, si forma all'Istituto d'Arte di Firenze, dove visita frequentemente i musei cittadini, appassionandosi alle opere del rinascimento copiandone alcune e riproponendole. È poi a Parigi per studiarvi gli Impressionisti.
Chiamatovi da Guido Balsamo Stella, per vari anni insegna Arti decorative e Composizione all'Istituto Superiore di Industrie Artistiche di Monza. 
Espone in numerose manifestazioni d'Italia ed estere: quasi a ogni Biennale di Venezia dal 1930 al 1956 e a tutte le Quadriennali romane tra il 1931 e il 1963, anno nel quale realizza la decorazione delle navi Cristoforo Colombo, Michelangelo Buonarroti e Raffaello Sanzio.
Salvadori fu fra i pittori che l'imprenditore Giuseppe Verzocchi contatta per la sua raccolta di opere sul tema del lavoro: realizza così La modella (1949-1950), quadro che, insieme all'Autoritratto, è oggi conservato nella Collezione Verzocchi, presso la Pinacoteca Civica di Forlì.
Ha insegnato anche all'Accademia di Brera dal 1944 al 1968, anno in cui si ritira dall'insegnamento per dedicarsi totalmente all'arte.
Le sue ceneri sono tumulate in una celletta al Cimitero Maggiore di Milano.